# Krîva Balka, raionul Mîkolaiiv, regiunea Mîkolaiiv
Krîva Balka (în ucraineană Крива Балка) este localitatea de reședință a comunei Krîva Balka din raionul Mîkolaiiv, regiunea Mîkolaiiv, Ucraina.

## Demografie
Componența lingvistică a localității Krîva Balka
     Ucraineană (92,21%)
     Rusă (6,85%)
     Alte limbi (0,4%)
Conform recensământului din 2001, majoritatea populației localității Krîva Balka era vorbitoare de ucraineană (92,21%), existând în minoritate și vorbitori de rusă (6,85%).